# Émilie (Saariaho)

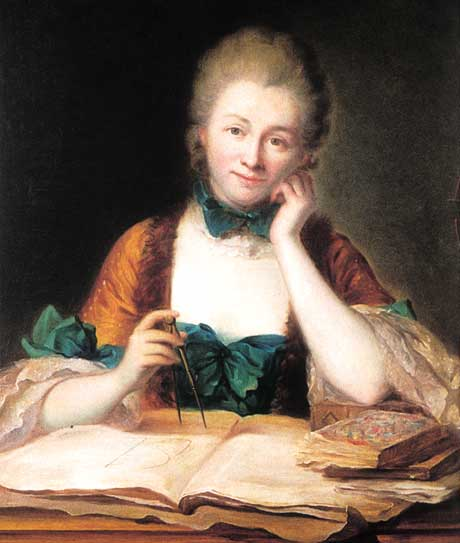
Émilie du Châtelet

Émilie is een tweetal werken van Kaija Saariaho, een opera uit 2010 en een daaruit afgeleide suite uit 2011.

## Opera
Het idee voor deze opera komt al uit 2002, toen Saariaho werkte aan haar Quatre instants. De tekstschrijver van die liederen is Amin Maalouf, die later ook het libretto van de opera schreef. Het verhaal in negen scènes is gebaseerd op de laatste levensdagen van Émilie du Châtelet, die toen tweeënveertig jaar oud en zwanger was. Zij voorzag haar dood tijdens of vlak na de bevalling en maakte zich zorgen dat ze de vertaling van Isaac Newtons Principia Mathematica niet zou kunnen voltooien. Het verhaal speelt zich af in het Chateau de Lunéville, ze schrijft een brief aan de vader van het kind Jean François de Saint-Lambert, onderwijl denkend aan haar leven en haar verhouding met Voltaire. Het bijzondere aan de opera is dat er slechts één solist (sopraan) zingt/speelt (monodrama).
De opera ging op 1 maart 2010 in première bij de Opéra de Lyon, die de opdracht voor het werk had gegeven. De soliste was de Finse sopraan Karita Mattila, aan wie het werk is opgedragen. De orkestratie is “dun” gehouden (niveau kamerorkest). Saariaho schreef ook een klavecimbel voor, van Émilie is bekend dat ze dat instrument kon bespelen.

## Suite
In 2011 kwam het verzoek van een viertal instanties bij de componist binnen voor een werk. Saariaho voldeed slechts gedeeltelijk aan dat verzoek. Ze distilleerde uit de opera een vijfdelige suite. Bij veel van dergelijke suites worden de instrumentale gedeelten uit de opera genomen, maar hier wordt in drie van de vijf delen gezongen. De vijf delen zijn:
1. Pressentiments (voorspellingen)
2. Interlude I
3. Principia
4. Interlude II
5. Contre l’oubli (tegen het vergeten).